# Champions of Europe
Champions of Europe är ett fotbollsspel, utgivet till Sega Master System in 1992 inför Europamästerskapet i fotboll 1992. Det utvecklades och utgavs av TecMagik. Champions of Europe var turneringens officiella spel och innehåller turneringsmaskotten Berni the Bunni.

### Fotnoter
1. ↑  ”Champions of Europe”. Retroquest. 27 februari 1992. Arkiverad från originalet den 10 mars 2016. https://web.archive.org/web/20160310082550/http://www.retroquest.se/spelsida.asp?fId=8373#. Läst 22 april 2014.